# Lejławki Małe
Lejławki Małe (deutsch Klein Grünheide) ist ein Ort in der polnischen Woiwodschaft Ermland-Masuren. Er gehört zur Stadt-und-Land-Gemeinde Orneta (Wormditt) im Powiat Lidzbarski (Kreis Heilsberg).

## Geographische Lage
Lejławki Małe liegt im Nordwesten der Woiwodschaft Ermland-Masuren, 31 Kilometer südöstlich der früheren Kreisstadt Braunsberg (polnisch Braniewo) bzw. 33 Kilometer westlich der heutigen Kreismetropole Lidzbark Warmiński (Heilsberg).

## Geschichte
Das Gut Klein Grünheid – erst nach 1785 als Klein Grünheide benannt – wurde im Jahre 1874 als eigenständiger Gutsbezirk in den Amtsbezirk Basien (polnisch Bażyny) aufgenommen, der zum ostpreußischen Kreis Braunsberg im Regierungsbezirk Königsberg gehörte. Im Jahre 1910 zählte der Gutsort Klein Grünheide 40 Einwohner.
Am 30. September 1928 verlor Klein Grünheide seine Selbständigkeit und wurde aus dem Amtsbezirk Basien in die Landgemeinde Krickhausen (polnisch Krzykały) im Amtsbezirk Tüngen (polnisch Bogatyńskie) umgegliedert. Die Zugehörigkeit bestand bis 1945.
Die dann erfolgte Abtretung des gesamten südlichen Ostpreußen in Kriegsfolge an Polen veränderte die Ortsbezeichnung von Klein Grünheide in die polnische Namensform „Lejławki Małe“. Der Ort ist heute ein Teil der Gmina Orneta (Stadt-und-Land-Gemeinde Wormditt) im Powiat Lidzbarski (Kreis Heilsberg), von 1975 bis 1998 der Woiwodschaft Elbląg, seither der Woiwodschaft Ermland-Masuren zugeordnet.

## Religion
Lejławki Małe gehört heute wie Klein Grünheide bis 1945 zur römisch-katholischen Pfarrei der Stadt Orneta (Wormditt), jetzt im Erzbistum Ermland gelegen. Außerdem war das Dorf bis 1945 in die evangelische Kirche Wormditt in der Kirchenprovinz Ostpreußen der Kirche der Altpreußischen Union eingepfarrt, ist aber heute der Diözese Masuren der Evangelisch-Augsburgischen Kirche in Polen zugeordnet.

## Verkehr
Lejławki Małe liegt an der Straße N 1399, die bei Nowy Dwór (Neuhof) von der Woiwodschaftsstraße 507 (hier auf der Trasse der früheren Reichsstraße 126) abzweigt und über Augustyny (Agstein) bis nach Bornity (Bornitt) führt.
Bahnstation ist Nowy Dwór koło Ornety (Neuhof) an der Bahnstrecke Olsztyn Gutkowo–Braniewo der Polnischen Staatsbahn.